# Pinsdorf
Pinsdorf là một đô thị ở bang Oberösterreich, nước Áo. Đô thị này có diện tích 12,47 km², dân số thời điểm ngày 31 tháng 12 năm 2005 là 493 người. Pinsdorf thuộc huyện Gmunden.